# Xã Deerfield, Quận Fulton, Illinois
Xã Deerfield (tiếng Anh: Deerfield Township) là một xã thuộc quận Fulton, tiểu bang Illinois, Hoa Kỳ. Năm 2010, dân số của xã này là 261 người.